# レースを編む女 (マース)
『レースを編む女』（レースをあむおんな、蘭: De kantwerkster、英: The Lacemaker）、または『レースを編む若い女と椅子に座る子供』（レースをあむわかいおんなといすにすわるこども、蘭: Kantklossende vrouw met kind in kinderstoel、英: A Young Woman Making Lace with a Child in a Chair）は、17世紀オランダ絵画黄金時代の画家ニコラース・マースが1656年ごろ、キャンバス上に油彩で描いた絵画である。1931年にマイケル・フリードサムから遺贈されて以来、ニューヨークのメトロポリタン美術館に所蔵されている。

## 作品
マースはレンブラントに学んだが、その影響から抜け出し、家庭的な情景に関心を持つようになった。1654年ごろから1650年代末まで、彼は人物を1人、あるいは2人配した情景を集中して描いた。この時期の作品の主題としては、毛糸を紡いだり、レースを編む婦人、リンゴの皮を剥く少女や、盗み聞きをする召使などがある。マースは1660年代に入ると上流階級の人物を描く肖像画家として大きな成功を収めたが、今日では風俗画の評価が高い。小さなサイズに身近で親密な情景を描いたこの分野にこそ、彼の独創性が発揮されたからである。また、マースの風俗画は、ピーテル・デ・ホーホやヨハネス・フェルメールなどの画家の発想の拠り所となった。
本作は、数々の女性を描いたマースの当時の作品に典型的なものである。女性は、同主題のマースのほかの絵画にも見られる編み物用のクッションを用いてボビンレースをするのに夢中になっている。その傍らで、幼児の息子は大胆に鑑賞者を見つめている。多くのマースの作品同様、女性の胴着、子供の帽子、テーブルクロスに見られる赤色が画面に統一感を与えている。

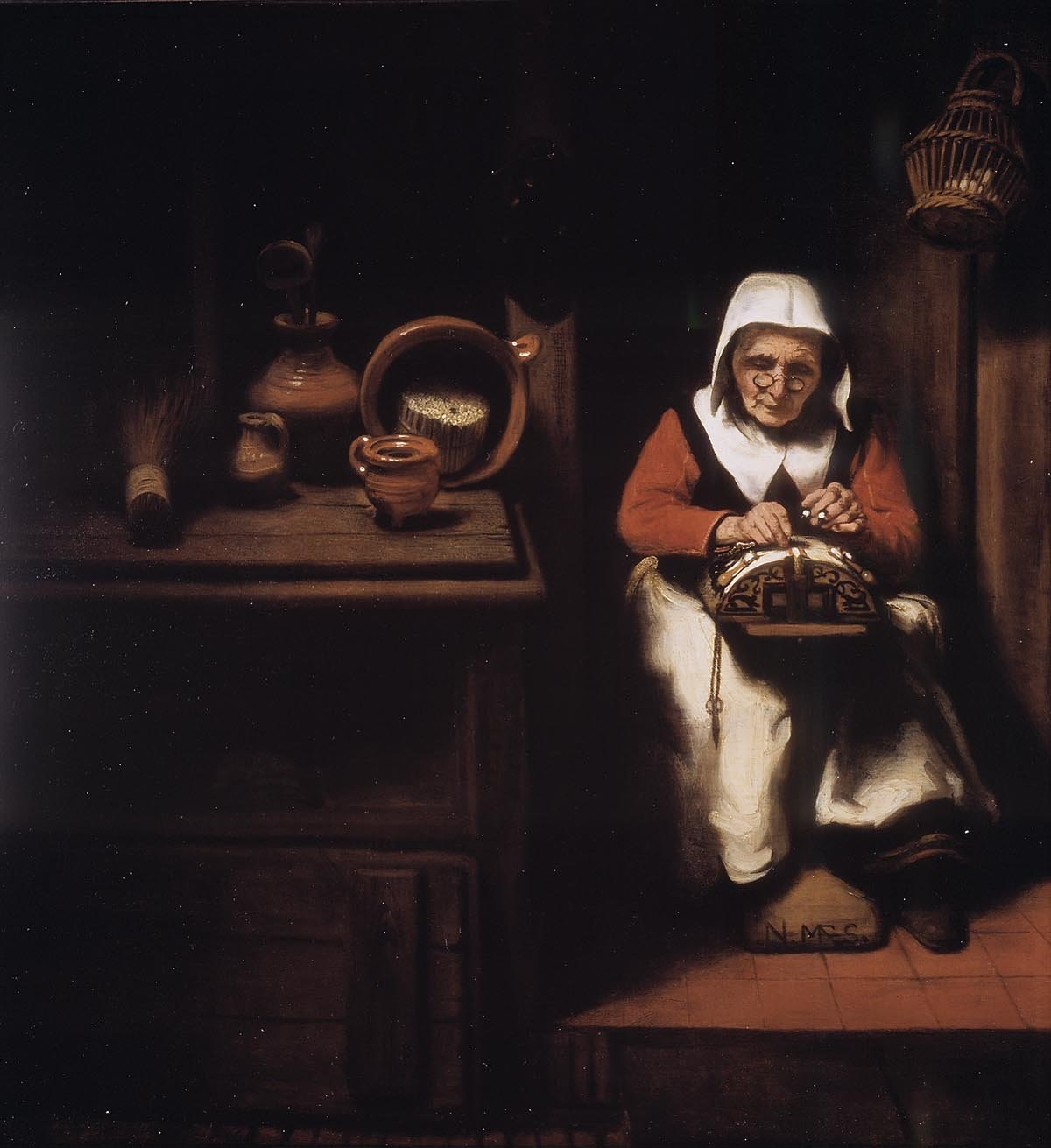
『レースを編む老女』 (1655年)
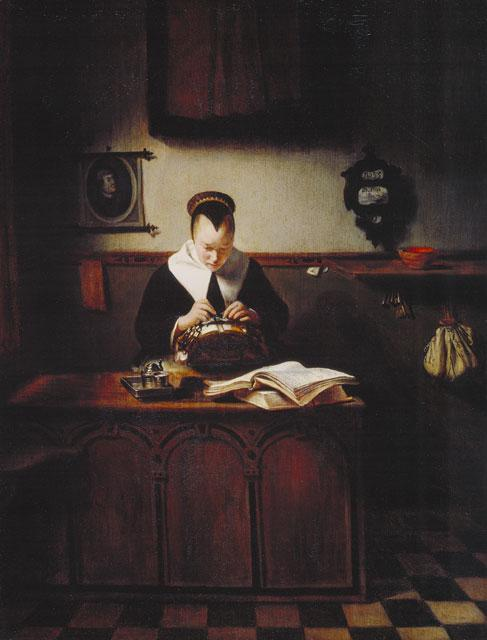
『レースを編む女』 (1655年)

高い椅子に座る子供の姿は、多くのオランダの風俗画家たちにとって人気のある主題であった。本作は、高い椅子が安全な遊び場所として、そして安全な食事をする場所として表されている。粥の入った食器が、男児の落としたほかのいくつかのものとともに床にある。彼は赤色の「ファルホート (valhoed) 」と呼ばれる頭部保護用帽子を被っており、女性がレース編みを仕上げるためには、彼が椅子に拘束されなければならないことを示唆しているように見える。高い椅子に座っている子供を描いたほかの作品の例としては、以下のようなものがある。

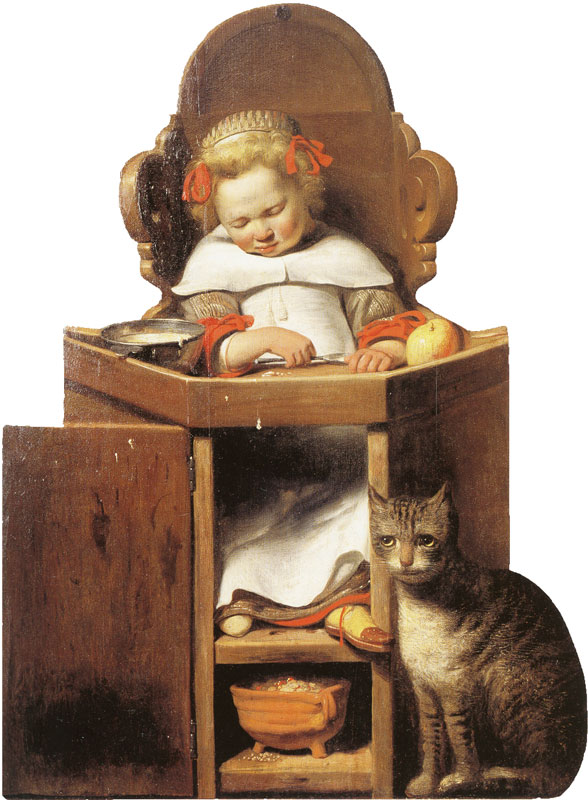
ヨハネス・コルネリスゾーン・フェルスプロンク『高い椅子で眠る男児』 (1654年)
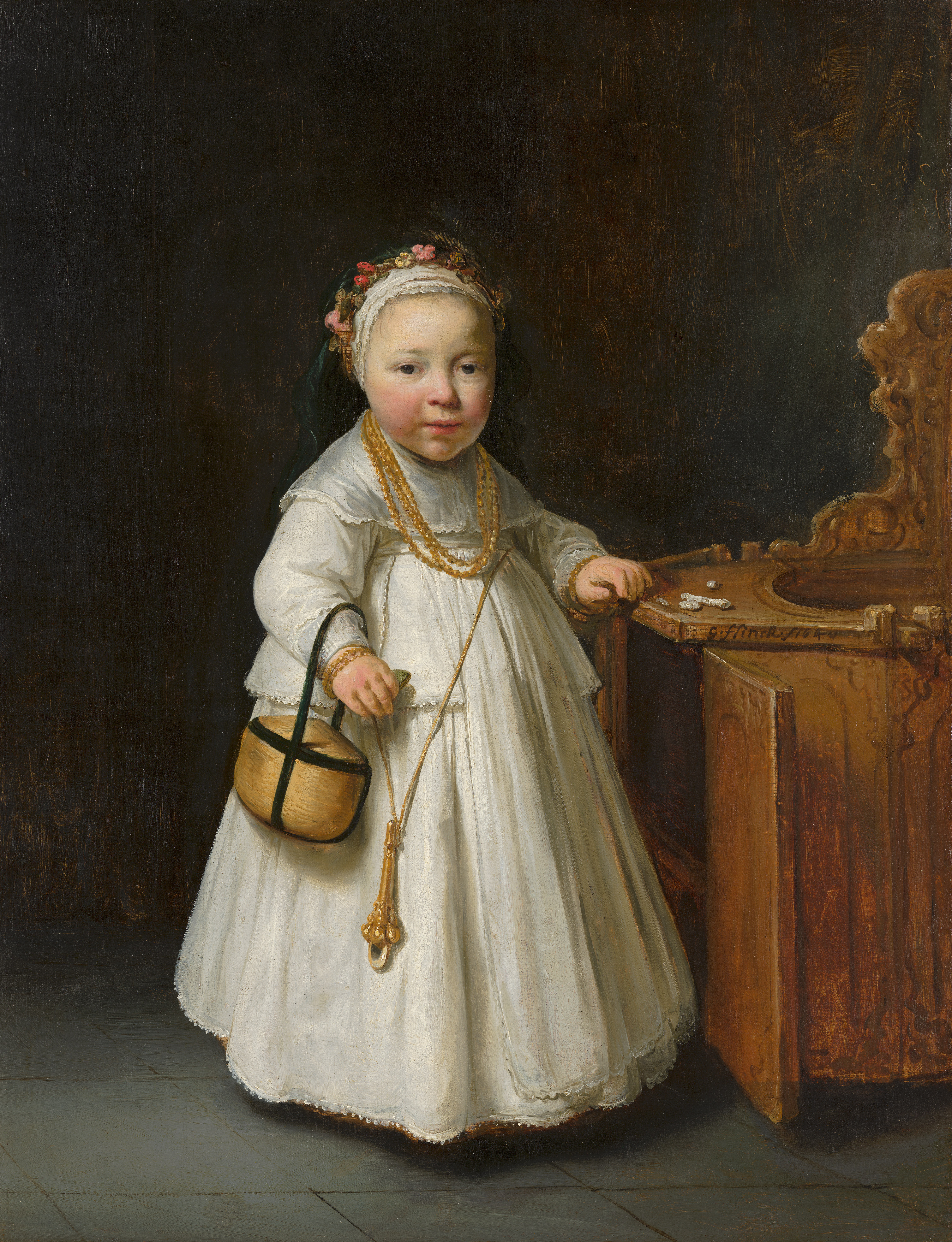
ホーファールト・フリンク『椅子の傍らの少女』 (1640年)

この絵画は、1914年に研究者ホフステーデ・デ・フロートにより以下のように記述されている。
75番。レースを編む若い女。美術史家ジョン・スミスの補遺で13番。彼女は赤いドレスと白いエプロンを身に着け、部屋を照らす光の差し込む窓の横に座っている。彼女の横には彼女の小さな子供がおり、黄色い衣服を着て、木の椅子の中で遊んでいる。右側には赤い布で覆われたテーブルがあり、その上には焼き物の壺がある。大きな古めかしい文字で完全な署名あり。キャンバス、ジョン・スミスとグスタフ・フリードリヒ・ヴァーゲンによれば、縦17と1/2インチ、横20インチ。しかし、マンチェスターでの展覧会目録によれば、縦33と1/2インチ、横30と1/2インチ。1857年にマンチェスターで1050番の作品として展示された。1842年 (ジョン・スミス)、1854年 (ヴァーゲンの第2巻421ページ) に、ロンドンのヘンリー・ラブーシェア (初代トーントン男爵) のコレクションにあった。
1916年に、ラブーシェアの相続者が作品を2万5000ドルでF・クラインバーガー (F. Kleinberger) に売却し、次いでクラインバーガーが2万7,500ドルでマイケル・フリードサムに売却した。フリードサムは、1931年に作品をメトロポリタン美術館に遺贈した。